# Xian de Huaping

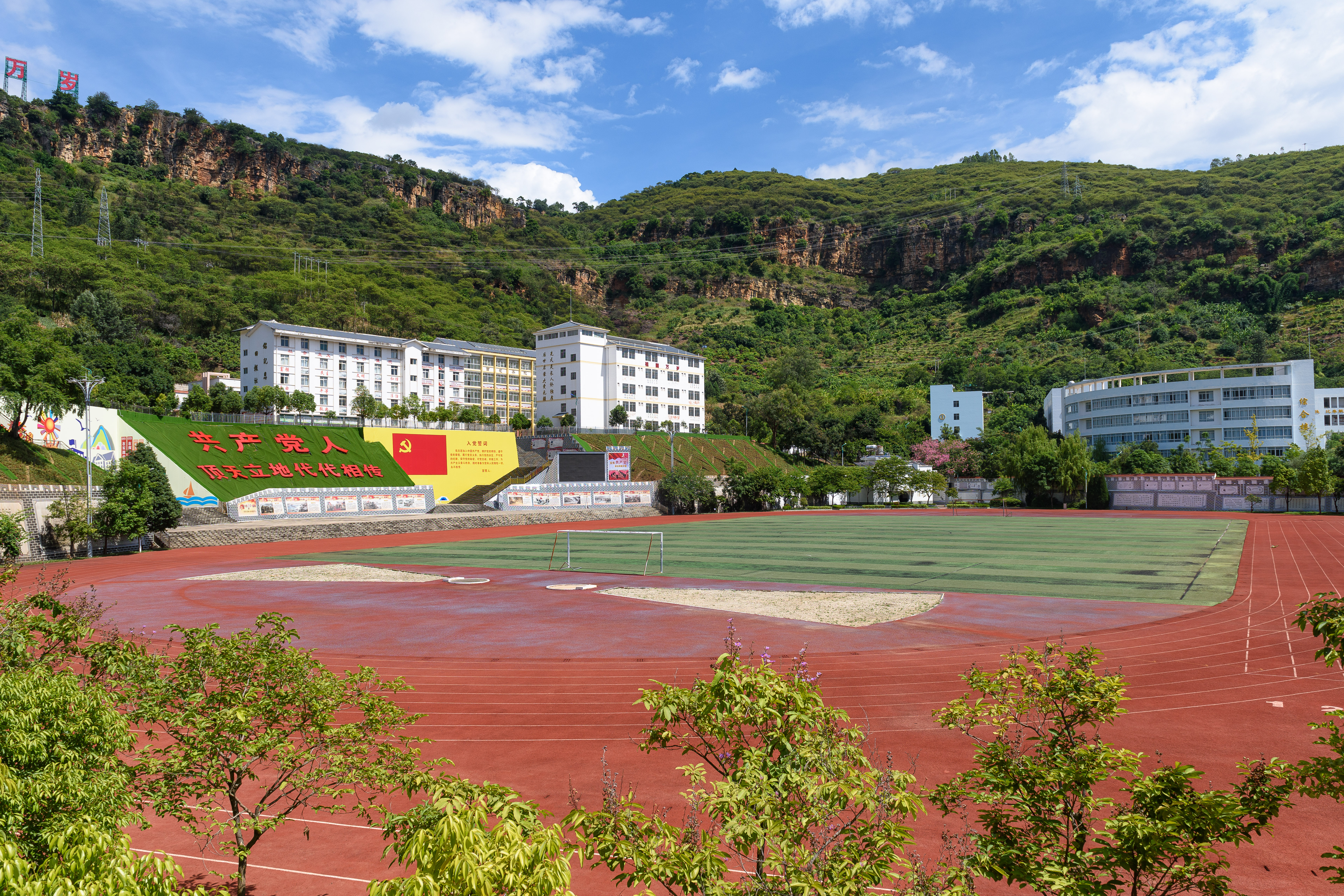
Lycée pour filles de Huaping

Le xian de Huaping (华坪县 ; pinyin : Huápíng Xiàn) est un district administratif de la province du Yunnan en Chine. Il est placé sous la juridiction de la ville-préfecture de Lijiang.

## Démographie
La population du district était de 147 785 habitants en 1999.